# Вледічаска (Келераш)
Вледічаска (рум. Vlădiceasca) — село у повіті Келераш в Румунії. Входить до складу комуни Валя-Арговей.
Село розташоване на відстані 56 км на схід від Бухареста, 45 км на захід від Келераші, 147 км на захід від Констанци.

## Населення
За даними перепису населення 2002 року у селі проживали 315 осіб. Усі жителі села рідною мовою назвали румунську.
Національний склад населення села:
| Національність | Кількість осіб | Відсоток |
| -------------- | -------------- | -------- |
| румуни         | 240            | 76,2%    |
| цигани         | 75             | 23,8%    |